# Ekinchi (Corasmia)
Ekinchi ibn Qochar (¿?-1096/1097) fue brevemente sah de Corasmia poco antes de morir. A diferencia de los señores que le sucedieron en el gobierno de la región, no era descendiente de Anush Tigin Gharchai.
El sultán selyúcida Barkyaruk lo nombró sah de Corasmia al morir Anush Tigin. Varios emires selyúcidas se rebelaron y lo asesinaron poco después. Le sucedió en el cargo un hijo de  Anushtakin Gharchai, Qutb al-Din Muhammad.
Ekinchi significa literalmente «labrador» o «granjero» en turco.